# Henry Fuller Maitland Wilson
Sir Henry Fuller Maitland Wilson, KCB, KCMG (* 18. Februar 1859 in Suffolk, England; † 16. November 1941) war ein britischer Offizier und zuletzt Generalleutnant der British Army, der unter anderem während des Ersten Weltkrieges von 1914 bis 1915 Kommandeur der 4. Division (4th Division) sowie zwischen 1915 und 1919 Kommandierender General des XII. Korps (XII Corps) war.

## Leben

### Ausbildung und Verwendungen als Offizier

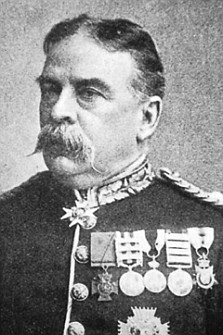
Wilson wurde 1887 Aide-de-camp seines Schwiegervaters, Generalmajor Sir Hugh Henry Gough, der zu der Zeit Kommandeur einer Division der Bengal Army in Britisch-Indien war.

Henry Fuller Maitland Wilson war eines von zehn Kindern des Offiziers und Politikers Fuller Maitland Wilson (1825–1875), der unter anderem 1875 Abgeordneter des Unterhauses (House of Commons) war, und dessen Ehefrau Agnes Caroline Kindersley, Tochter des Juristen und Richters Sir Richard Torin Kindersley. Er besuchte das Eton College und diente zunächst als Unterleutnant (Sub-Lieutenant) im Freiwilligenregiment von West Suffolk und gab diese Kommission am 17. Februar 1877 zurück. Danach absolvierte er als Gentleman Cadet eine Offiziersausbildung am Royal Military College, Sandhurst und wurde nach deren Abschluss am 30. Januar 1878 als Leutnant (Second Lieutenant) in die British Army übernommen. Er nahm am Zweiten Anglo-Afghanischen Krieg (1878 bis 1880) sowie insbesondere an der Schlacht von Ali Masjid (21. bis 22. November 1878) teil. Er wurde am 14. August 1879 zum Oberleutnant (Lieutenant) befördert.
Wilson wurde am 12. Januar 1881 Adjutant im Leichten Infanterieregiment Rifle Brigade (Prince Consort’s Own) und behielt diesen Posten bis zum 26. Oktober 1887, wobei er in dieser Verwendung am 5. Dezember 1884 seine Beförderung zum Hauptmann (Captain) erhielt. Am 30. Oktober 1887 wurde er zum Stabsdienst abgeordnet und wurde in Britisch-Indien Aide-de-camp seines Schwiegervaters, Generalmajor Sir Hugh Henry Gough, der zu der Zeit Kommandeur einer Division der Bengal Army war.

### Zweiter Burenkrieg
Henry Wilson war später bis zum 1. April 1897 Adjutant des 5. Bataillons des Regiments Rifle Brigade (Prince Consort’s Own) und wurde in dieser Verwendung am 25. September 1895 zum Major befördert. Aufgrund seiner militärischen Verdienste im Zweiten Burenkrieg (1899 bis 1902) während der Schlacht von Colenso (15. Dezember 1899) und der Schlacht von Vaal Krantz (5. bis 7. Februar 1900) sowie weiteren Einsätzen in der Kolonie Natal zwischen dem 25. Januar und dem 7. Februar 1901 wurde er im Kriegsbericht erwähnt (Mentioned in dispatches). Am 27. September 1901 wurde ihm der Brevet-Rang eines Oberstleutnants (Brevet Lieutenant-Colonel) sowie am 18. November 1904 auch der Brevet-Rang eines Oberst (Brevet Colonel) verliehen.
Wilson war zwischen 1901 und 1906 Kommandeur des 2. Bataillons des Regiments Rifle Brigade (Prince Consort’s Own) und wurde nach Beendigung dieses Kommandos am 7. November 1906 auf Halbsold (Half-pay) gesetzt. Er wurde am 23. Februar 1907 zum Oberst (Colonel) befördert und übernahm am 15. Oktober 1907 den Posten als Assistierender Generaladjutant im Hauptquartier der Britisch Army. Während einer neuerlichen Verwendung in Britisch-Indien als Erster Generalstabsoffizier (General Staff Officer, 1st Grade) wurde er am 24. Juni 1910 zum Companion des Order of the Bath (CB) ernannt. Nach Beendigung seiner Verwendung in dieser Stabsfunktion wurde er am 15. Oktober 1911 erneut auf Halbsold gesetzt.

### Erster Weltkrieg
Nachdem Henry Wilson von Halbsold-Liste genommen worden war, erhielt er am 7. Juni 1912 den zeitlichen befristeten Dienstgrad als Brigadegeneral (Temporary Brigadier-General) und löste daraufhin Generalmajor Francis Inglefield als Kommandeur der 12. Brigade (Commanding, 12th Brigade) ab. Er verblieb auf diesem Posten bis zum 25. August 1914 und wurde bei Beginn des Ersten Weltkrieges in das Hauptquartier des Heeres zur Aufstellung der Britischen Expeditionsstreitkräfte BEF (British Expeditionary Force) abgeordnet, während Brigadegeneral Frederick G. Anley im Oktober 1914 neuer Kommandeur der 12. Brigade wurde. Er nahm als Kommandeur der 12. Brigade an der Schlacht von Le Cateau (26. August 1914) sowie der Schlacht an der Aisne (12. bis 28. September 1914) teil und wurde während der Schlacht von Messines (12. Oktober bis 2. November 1914) sowie der Schlacht von Armentières (13. Oktober bis Anfang November 1914) am 20. Oktober 1914 zum Generalmajor (Major-General) befördert und löste zugleich Generalmajor Henry Rawlinson als Kommandeur der 4. Division (4th Division) ab. Er behielt den Posten als Kommandeur der 4. Division bis zu seiner Ablösung durch Generalmajor William Lambton im September 1915 und nahm in dieser Verwendung an der Ersten Flandernschlacht (20. Oktober bis 18. November 1914) sowie der Zweiten Flandernschlacht (22. April bis 25. Mai 1915) teil. Für seine Verdienste wurde er am 3. Juni 1915 als Knight Commander des Order of the Bath (KCB) nobilitiert, wodurch er fortan den Namenszusatz „Sir“ führte.
Nachdem ihm der vorübergehende Dienstgrad eines Generalleutnants (Temporary Lieutenant-General) verliehen wurde, übernahm Henry Wilson im September 1915 den Posten als Kommandierender General des neu aufgestellten XII. Korps (XII Corps) und behielt diesen Posten bis zur Auflösung des Korps am 11. Februar 1919. In dieser Verwendung nahm er unter anderem an der ersten Schlacht von Doiran (22. April bis 9. Mai 1917) teil und wurde am 3. Mai 1917 Kommandeur der französischen Ehrenlegion. Er wurde im Rahmen der „New Year Honours“ am 1. Januar 1918 auch Knight Commander des Order of St Michael and St George (KCMG) und nahm mit seinem Korps auch an der zweiten Schlacht von Doiran (18. bis. 19. September 1918) teil. Zum Ende des Krieges wurde er am 8. November 1918 auch Großoffizier des griechischen Erlöser-Ordens und war zwischen 1918 und 1919 Kommandeur der Alliierten Streitkräfte auf der Halbinsel Gallipoli und am Bosporus.

### Aufstieg zum Generalleutnant und Zwischenkriegszeit

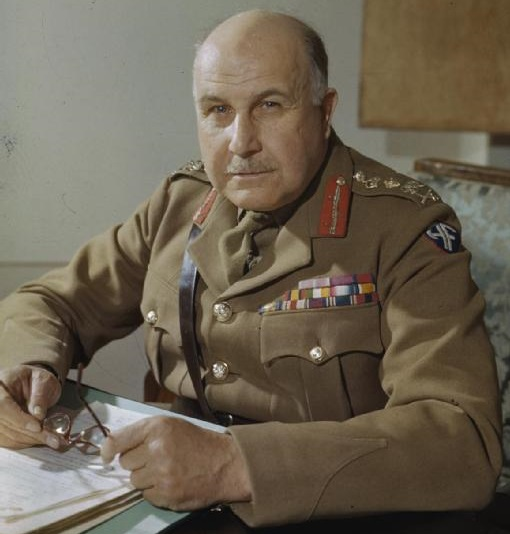
Einer von Wilsons Neffen war Feldmarschall Henry Maitland Wilson, 1. Baron Wilson.

Für seine herausragenden Verdienste bei den militärischen Operationen an der Salonikifront wurde er am 1. Januar 1919 zum Generalleutnant (Lieutenant-General) befördert. Zu Beginn der Zwischenkriegszeit war er daraufhin von 1919 bis 1920 Kommandeur der Alliierten Streitkräfte in Ostthrakien, dem europäischen Teil der Türkei, sowie zeitgleich zwischen Februar 1919 und November 1920 Kommandeur der Britischen Schwarzmeer-Armee (British Army of the Black Sea), die aus der im November 1918 aufgelösten British Salonika Army hervorgegangen war. Zuvor hatte er am 11. Januar 1919 eine aus Vertretern aus Großbritannien, Frankreich und Italien bestehende interalliierte Kontrollkommission für Konstantinopel unter dem Vorsitz von Brigadegeneral F. G. Fuller eingesetzt. Am 13. Juni 1919 wurde er zudem Großoffizier des Ordens des Weißen Adlers von Serbien. Für seine Verdienste im Ersten Weltkrieg wurde er am 25. Januar 1921 von Belgien auch zum Kommandeur des Kronenordens ernannt und mit dem Kriegskreuz ausgezeichnet.
Am 17. Juni 1921 wurde er Nachfolger von Generalmajor Sir Christopher Rice Havard Nicholl als Oberstkommandant (Colonel-Commandant) des 2. Bataillons der Rifle Brigade und bekleidete dieses Ehrenamt bis zum 18. Juni 1929, woraufhin Generalleutnant Sir Reginald Byng Stephens ihn ablöste. Nachdem er die Höchstaltersgrenze erreicht hatte, schied er am 18. Februar 1926 aus der Reserve aus. Henry Fuller Maitland Wilson heiratete am 29. April 1884 Charlotte Elise Gough († 1942), Tochter von General Sir Hugh Henry Gough (1833–1909). Aus dieser Ehe gingen eine Tochter und zwei Söhne hervor. Er war ferner Onkel von Feldmarschall Henry Maitland Wilson, 1. Baron Wilson (1881–1964) sowie Generalmajor Nigel Maitland Wilson (1884–1950), zwei der Söhne seines älteren Bruders Arthur Maitland Wilson (1857–1934).

## Hintergrundliteratur
- Brigadegeneral Sir James Edward Edmonds: Official History of the Great War, Military Operations: France and Belgium 1914, Band I: Mons, the Retreat to the Seine, the Marne and the Aisne August–October 1914, London, Macmillan, 3. Auflage 1933, Nachdruck 1984
- Brigadegeneral Sir James Edward Edmonds: Official History of the Great War, Military Operations: France and Belgium 1914, Band II: Antwerp, La Bassee, Armentieres, Messines, and Ypres October–November 1914, London, Macmillan 1925, Nachdruck 1995, ISBN 1-870423-55-0
- Brigadegeneral Sir James Edward Edmonds: Official History of the Great War, Military Operations: France and Belgium 1915, Band I: Winter 1914–15: Battle of Neuve Chapelle, Battle of Ypres, London, Macmillan 1927
- Brigadegeneral Sir James Edward Edmonds: Official History of the Great War, Military Operations: France and Belgium 1915, Band II, Battle of Aubers Ridge, Festubert, and Loos, London, Macmillan 1928
- Captain Cyril Falls: Official History, Military Operations: Macedonia, Band I: From the Outbreak of War to Spring 1917, London, HMSO 1933
- Captain Cyril Falls: Official History, Military Operations: Macedonia, Band II: From the Spring of 1917 to the End of the War, London, HMSO 1935
- General Anthony Farrar-Hockley: Ypres 1914: Death of an Army, London, Arthur Barker 1967, Nachdruck 1970
- Anthony Farrar-Hockley, Goughie: The Life of General Sir Hubert Gough, London, Hart-Davis Macgibbon 1975
- John Terraine: Mons: The Retreat to Victory, London, Batsford 1960, Nachdruck 1972
- Alan Wakefield, Simon Moody: Under the Devil’s Eye: Britain’s Forgotten Army at Salonika 1915–1918, Stroud, Sutton Publishing 2004